# Consistórios de Pio IX
O Papa Pio IX (r. 1846–1878) criou 123 cardeais em 23 consistórios

## 21 de dezembro de 1846
Pio criou quatro cardeais em seu primeiro consistório, dois deles em pectore .
1. Gaetano Baluffi (1788-1866)
2. Pietro Marini (1794-1863)

### In Pectore
1. Raffaele Fornari (1787-1854) revelado em 30 de setembro de 1850
2. Giuseppe Bofondi (1795-1867) revelado em 11 de junho de 1847

## 11 de junho de 1847
1. Pierre Giraud (1791-1850)
2. Jacques-Marie-Antoine-Célestin Du Pont (1792-1859)
3. Giacomo Antonelli (1806-1876)

### RevelaçãoIn pecture
1. Giuseppe Bofondi (1795-1867) In pectore em 21 de dezembro de 1846

## 17 de janeiro de 1848
1. Carlo Vizzardelli (1791-1851)

## 30 de setembro de 1850
1. Paul-Thérèse-David d'Astros (1772-1851)
2. Juan José Bonel y Orbe (1782-1857)
3. Giuseppe Cosenza (1788-1863)
4. Jacques-Marie-Adrien-Césaire Mathieu (1796-1875)
5. Judas José Romo y Gamboa (1779-1855)
6. Thomas-Marie-Joseph Gousset (1792-1866)
7. Maximilian Joseph Gottfried Sommerau Beeckh (1769-1853)
8. Johannes von Geissel (1796-1864)
9. Pedro Paulo de Figueiredo da Cunha e Melo (1770-1855)
10. Nicholas Wiseman (1802-1865)
11. Giuseppe Pecci (1776-1855)
12. Melchior von Diepenbrock (1798-1853)
13. Roberto Giovanni F. Roberti (1788-1867)

### RevelaçãoIn pecture
1. Raffaele Fornari (1787-1854), In pectore 21 de dezembro de 1846

## 15 de março de 1852
1. Domenico Lucciardi (1796-1864)
2. Ferdinand-François-Auguste Donnet (1795-1882)
3. Gerolamo Marquese d'Andrea (1812-1868)
4. Carlo Luigi Morichini (1805-1879)

### In Pectore
1. Michele Viale-Prelà (1798-1860), revelado em 7 de março de 1853
2. Giovanni Brunelli (1795-1861), revelado em 7 de março de 1853

## 7 de março de 1853
1. Ján Krstiteľ Scitovský (1785-1866)
2. François Nicholas Madeleine Morlot (1795-1862)
3. Giusto Recanati, O.F.M.Cap. (1789-1861)
4. Domenico Savelli (1792-1864)
5. Prospero Caterini (1795-1881)
6. Vincenzo Santucci (1796-1861)

### RevelaçãoIn pecture
1. Michele Viale-Prelà (1798-1860), in pectore em 15 de março de 1852
2. Giovanni Brunelli (1795-1861), in pectore em 15 de março de 1852

## 19 de dezembro de 1853
1. Gioacchino Pecci (1810-1903) Eleito Papa Leão XIII (1878–1903)

### In Pectore
1. Camillo di Pietro (1806-1884), revelado em 16 de junho de 1856

## 17 de dezembro de 1855
1. Joseph Othmar von Rauscher (1797-1875)
2. Karl-August von Reisach (1800-1869)
3. Clément Villecourt (1787-1867)
4. Francesco Gaude, O.P. (1809-1860)

## 16 de junho de 1856
1. Mykhajlo Levitsky (1774-1858)
2. Juraj Haulík Váralyai (1788-1869)
3. Alessandro Barnabò (1801-1874)
4. Gaspare Grassellini, C.O. (1796-1875)
5. Francesco de 'Medici di Ottaiano (1808-1857)

### RevelaçãoIn pecture
1. Camillo di Pietro (1806-1884), in pectore em 19 de dezembro de 1853

## 15 de março de 1858
1. Cirilo Alameda y Brea, O.F.M. (1781-1872)
2. Antonio Benedetto Antonucci (1798-1879)
3. Manuel Joaquín Tarancón y Morón (1782-1862)
4. Enrico Orfei (1800-1870)
5. Giuseppe Milesi Pironi Ferretti (1817-1873)
6. Pietro de Silvestri (1803-1875)
7. Teodolfo Mertel (1806-1899)

## 25 de junho de 1858
1. Manuel Bento Rodrigues da Silva (1800-1869)

## 27 de setembro de 1861
1. Alexis Billiet (1783-1873)
2. Carlo Sacconi (1808-1889)
3. Miguel García Cuesta (1803-1873)
4. Gaetano Bedini (1806-1864)
5. Fernando de la Puente y Primo de Rivera (1808-1867)
6. Angelo Quaglia (1802-1872)
7. Antonio Maria Panebianco, O.F.M.Conv. (1808-1885)

## 16 de março de 1863
1. Giuseppe Luigi Trevisanato (1801-1877)
2. Antonio Saverio De Luca (1805-1883)
3. Giuseppe Andrea Bizzarri (1802-1877)
4. Luis de la Lastra y Cuesta (1803-1876)
5. Jean Baptiste François Pitra, O.S.B. (1812-1889)
6. Filippo Maria Guidi, O.P. (1815-1879)
7. Francesco Pentini (1797-1869)

## 11 de dezembro de 1863
1. Henri-Marie-Gaston Boisnormand de Bonnechose (1800-1883)

## 22 de junho de 1866
1. Paul Cullen (1803--1878)
2. Gustav Adolf von Hohenlohe-Schillingsfürst (1823-1896)
3. Luigi Bilio, B. (1826-1884)
4. Antonio Matteucci (1802-1866)
5. Domenico Consolini (1806-1884)

## 13 de março de 1868
1. Lucien Louis Joseph Napoleão Bonaparte (1828-1895)
2. Innocenzo Ferrieri (1810-1887)
3. Matteo Eustachio Gonella (1811-1870)
4. Lorenzo Barili (1801-1875)
5. Giuseppe Berardi (1810-1878)
6. Juan Ignacio Moreno y Maisonave (1817-1884)
7. Raffaele Monaco La Valletta (1827-1896)
8. Edoardo Borromeo (1822-1881)
9. Annibale Capalti (1811-1877)

## 22 de dezembro de 1873
1. Inácio do Nascimento de Morais Cardoso (1811-1883)
2. René-François Régnier (1794-1881)
3. Maximiliano Joseph von Tarnóczy (1806-1876)
4. Flavio Chigi (1810-1885)
5. Alessandro Franchi (1819-1878)
6. Joseph-Hippolyte Guibert, O.M.I. (1802-1886)
7. Mariano Falcinelli Antoniacci, O.S.B. (1806-1874)
8. Mariano Benito Barrio y Fernández (1805-1876)
9. Luigi Oreglia di Santo Stefano (1828-1913)
10. János Simor (1813-1891)
11. Camillo Tarquini, S.J. (1810-1874)
12. Tommaso Martinelli, O.S.A. (1827-1888)

## 15 de março de 1875
Pio criou onze cardeais em seu consistório de março de 1875, reservando os nomes de cinco deles em pectore .
1. Pietro Giannelli (1807-1881)
2. Mieczysław Halka Ledóchowski (1822-1902)
3. John McCloskey (1810-1885)
4. Henry Edward Manning (1808-1892)
5. Victor-Auguste-Isidore Dechamps, C.Ss.R. (1810-1883)
6. Domenico Bartolini (1813-1887)

### In Pectore
1. Ruggero Luigi Emidio Antici Mattei (1811-1883), revelado em 17 de setembro de 1875
2. Salvatore Nobili Vitelleschi (1818-1875), revelado em 17 de setembro de 1875
3. Giovanni Simeoni (1816-1892), revelado em 17 de setembro de 1875
4. Lorenzo Ilarione Randi (1818-1887), revelado em 17 de setembro de 1875
5. Bartolomeo Pacca, Jr (1817-1880), revelado em 17 de setembro de 1875

## 17 de setembro de 1875
1. Godefroy Brossais-Saint-Marc (1803-1878)

### RevelaçãoIn pecture
1. Ruggero Luigi Emidio Antici Mattei (1811-1883), In pecture em 15 de março de 1875
2. Salvatore Nobili Vitelleschi (1818-1875), In pecture em 15 de março de 1875
3. Giovanni Simeoni (1816-1892), In pecture em 15 de março de 1875
4. Lorenzo Ilarione Randi (1818-1887), In pecture em 15 de março de 1875
5. Bartolomeo Pacca, Jr (1817-1880), In pecture em 15 de março de 1875

## 3 de abril de 1876
1. Bartolomeo d'Avanzo (1811-1884)
2. Johannes Baptist Franzelin, S.J. (1816-1886)

## 12 de março de 1877
1. Francisco de Paula Benavides e Navarrete, O.S. (1810-1895)
2. Francesco Saverio Apuzzo (1807-1880)
3. Manuel García Gil, O.P. (1802-1881)
4. Edward Henry Howard (1829-1892)
5. Miguel Payá y Rico (1811-1891)
6. Louis-Marie-Joseph-Eusèbe Caverot (1806-1887)
7. Luigi di Canossa (1809-1900)
8. Luigi Serafini (1808-1894)
9. Lorenzo Nina (1812-1885)
10. Enea Sbarretti (1808-1884)
11. Frédéric de Falloux du Coudray (1815-1884)

## 22 de junho de 1877
1. Josip Mihalovic (1814-1891)
2. Johann Rudolf Kutschker (1810-1881)
3. Lucido Parocchi (1833-1903)

## 28 de dezembro de 1877
1. Vincenzo Moretti (1815-1881)
2. Antonio Pellegrini (1812-1887)